# Liotryphon rostratus
Liotryphon rostratus är en stekelart som först beskrevs av Constantineanu och Pisica 1977.  Liotryphon rostratus ingår i släktet Liotryphon och familjen brokparasitsteklar. Inga underarter finns listade i Catalogue of Life.